# Okręty patrolowe typu Ijhtihad
Okręty patrolowe typu Ijhtihad – brunejskie okręty patrolowe z początku XXI wieku. W latach 2009–2010 w niemieckiej stoczni Lürssen w Vegesack zbudowano cztery jednostki tego typu. Okręty weszły w skład Królewskiej Marynarki Wojennej Brunei w latach 2009–2010. Wszystkie nadal znajdują się w składzie floty i mają status operacyjny (stan na 2020 rok).

## Projekt i budowa
Okręty patrolowe typu Ijhtihad zostały zamówione przez rząd Brunei w stoczni Lürssen w Vegesack (projekt o nazwie FPB 41) . Przeznaczeniem jednostek są operacje patrolowania i nadzoru morskiego, kontrola granic i operacje na płytkich wodach przybrzeżnych .
Okręty typu Ijhtihad zostały zwodowane w latach 2009–2010 . Pierwsza jednostka – „Ijhtihad” – została ukończona w maju 2009 roku, rozpoczynając w tym miesiącu próby morskie.
| Okręt      | Stocznia | Wodowanie | Wejście do służby | Los              |
| ---------- | -------- | --------- | ----------------- | ---------------- |
| „Ijhtihad” | Lürssen  | 2009      | marzec 2010       | w służbie (2020) |
| „Berkat”   | Lürssen  | 2009      | marzec 2010       | w służbie (2020) |
| „Syafaat”  | Lürssen  | 2010      | sierpień 2010     | w służbie (2020) |
| „Afiat”    | Lürssen  | 2010      | sierpień 2010     | w służbie (2020) |

## Dane taktyczno-techniczne
Jednostki typu Ijhtihad są okrętami patrolowymi o długości całkowitej 41,3 metra, szerokości 7,7 metra i zanurzeniu 1,7–1,9 metra . Wyporność pełna wynosi 262 tony . Okręty napędzane są przez dwa silniki wysokoprężne MTU 16V 4000 M93L o łącznej mocy 6,9 MW (9225 KM), poruszające poprzez wały napędowe dwoma śrubami o stałym skoku. Maksymalna prędkość jednostek wynosi 33 węzły. Zasięg wynosi 1500 Mm przy prędkości 12 węzłów .
Uzbrojenie jednostek składa się z dziobowego działka rewolwerowego Rheinmetall MLG 27 kalibru 27 mm oraz dwóch pojedynczych karabinów maszynowych kalibru 7,62 mm . Wyposażenie radioelektroniczne obejmuje radar nawigacyjny Furuno 2217, system walki Thales Cutlass i głowicę elektrooptyczną Zeiss MEOS II . Okręty mogą również przenosić czterometrowe łodzie hybrydowe, obsługiwane przez żurawik .
Załoga pojedynczego okrętu składa się z 16 oficerów, podoficerów i marynarzy, z możliwością zaokrętowania dalszych pięciu osób .

## Służba
Okręty patrolowe typu Ijhtihad („Ijhtihad”, „Berkat”, „Syafaat” i „Afiat”) zostały wcielone do służby w Królewskiej Marynarce Wojennej Brunei w latach 2009–2010. Jednostki otrzymały numery burtowe 17–20 . Wszystkie cztery jednostki nadal znajdują się w składzie floty i mają status operacyjny (stan na 2020 rok) .